# Zmije pouštní
Zmije pouštní (Bitis caudalis) je jedovatý druh zmije vyskytující se v aridních oblastech jihozápadní Afriky. Jedná se o poměrně běžného hada, který není člověku příliš nebezpečný. IUCN status tohoto hada nevyhodnocuje.

## Výskyt
Zmije se vyskytuje ve vyprahlých oblastech jihozápadní Afriky. Žije na území jižní Angoly, Namibie, Jihoafrické republiky, Zimbabwe, Botswany a jižní Zambie. V Jižní Africe se vyskytuje v provincii Kapsko v polopouštní oblasti Karru a na sever od něj.

## Popis
Zbarvení tohoto druhu zmije bývá velmi variabilní a mění se s typem a barvou terénu, kde konkrétní populace žije. Břišní část těla má krémovou barvu a postrádá vzorování, jež se nachází na bocích a hřbetu. Od jiných hadů ji lze dobře rozlišit díky dvěma rohovitým výstupkům nad každým okem.
Dosahuje v průměru velikosti od 25 do 40 cm, vzácněji okolo 50 cm. Největším známým jedincem byla samice, která byla chována v zajetí v Namibii, kde dorostla do délky 60 cm. Největší exemplář odchycený v přírodě měl 52,3 cm. Hmotnost se pohybuje od 8 gramů (malí samečci) do cca 160 gramů (velké samice).

### Jed
Kousnutí je považováno za vzácné a nejsou k dispozici žádné epidemiologické údaje. K dispozici je jen velmi málo informací o toxicitě a množství produkovaného jedu. Výzkum zjistil, že LD50 se pohybuje mezi 0,15–0,22 mg/kg, podle jiných zdrojů 1,2 mg/kg. Odhaduje se, že asi 300 mg tohoto jedu by bylo zapotřebí k zabití dospělého člověka. Novější zdroje uvádějí, že tento jed je jeden z nejslabších z rodu Bitis, ačkoliv testy se prováděly pouze na myších, které by mohly mít jinou reakci než lidé. Starší zdroje naopak hovoří o silné toxicitě. U lidí se po kousnutí objeví otok, silná bolest, nevolnost, zvracení a šok. Kolem postiženého místa se mohou tvořit puchýře a nekrotické vředy nevelkého rozsahu. Celkově je nebezpečnost tohoto druhu považována za průměrnou. Není k dispozici žádné specifické antisérum, k léčbě se tedy používají polyvalentní (širokospektré) protijedy (SAIMR Polyvalent Antivenom, SAIMR Snakebite Kit, Polyvalent Snake Antivenom).

## Ekologie a chování
Aktivní bývá především za soumraku a v podvečer. Dokáže se zahrabat do písku, přičemž nad povrch kouká jen vrchní část hlavy s očima. Hlavním zdrojem potravy této zmije jsou malí ještěři (ještěrky, gekoni, scinkové), doplňkovou kořist představují další menší obratlovci, například drobní savci, ptáci a žáby. Loví výpadem ze zálohy, oběť k sobě někdy naláká svým ocasem, kterým napodobuje pohyb červa. Pokud je vyrušena či se cítí ohrožena, hlasitě syčí, stáčí se do písmene C, zplošťuje své tělo a nebojí se zaútočit. Útok může být tak prudký, že se při něm celá zmije vymrští a doslova skočí. Schopnost skákat mají jen někteří hadi. Jedná se o živorodý druh, samice rodí 4 až 27 mláďat obvykle koncem léta. Ta jsou dlouhá 10 až 15 cm.